# Trypanidius apicalis
Trypanidius apicalis är en skalbaggsart som beskrevs av Aurivillius 1921. Trypanidius apicalis ingår i släktet Trypanidius och familjen långhorningar. Inga underarter finns listade i Catalogue of Life.